# カール・ベンツ
カール・フリードリヒ・ベンツ（Karl Friedrich Benz、1844年11月25日 - 1929年4月4日）は、 ドイツのエンジン設計者、自動車技術者である。世界初の実用的なガソリン動力の自動車を発明し、妻のベルタ・ベンツと共に「メルセデス・ベンツ」の基盤を築いた。同世代のゴットリープ・ダイムラーとヴィルヘルム・マイバッハも同様の発明をしていたが、互いのことは知らず、1879年にベンツがエンジンについて最初の特許を取得、1886年に内燃機関を自動車の動力に使うためのあらゆる最初の特許を取得した。

## 生い立ち
1844年11月25日、ドイツ南西部にあったバーデン大公国のミュールブルク（現在：カールスルーエの一部）で生まれる。母ヨゼフィーネ・ヴァイヤン が機関車運転士をしていた父ヨハン・ゲオルゲ・ベンツと結婚したのはカールが生まれた数カ月後のことで、生まれたときの名はカール・フリードリヒ・ミヒャエル・ヴァイヤンだった。2歳のとき父が鉄道事故で亡くなり、父の名をとってカール・ベンツを名前とするようになった。
貧乏だったが、母は彼によい教育を受けさせるために努力した。カールスルーエのグラマースクールに入学して神童と呼ばれるようになる。早いうちから工学技術に関心を抱いており、1853年、9歳のとき、理系の学校に通うようになる。当初錠前に興味を持って学んでいたが、父と同じ蒸気機関車に興味が移っていく。
1860年9月30日、15歳のときにカールスルーエ大学の機械工学科の入学試験に合格し、入学。フェルディナント・レッテンバッハーに師事し、機械工学や内燃機関について学んだ。1864年7月9日、19歳のときに卒業。そのころ自転車を乗り回しており、自力走行する乗り物を思い描き始めた。
大学卒業後は様々な機械工場を転々として技術者としての腕を磨いたが、どこも彼には合っていなかった。カールスルーエからマンハイムに移り、天秤ばかりの工場で設計と製図描きの仕事に就いた。1868年プフォルツハイムに移り、橋梁建設会社 Gebrüder Benckiser Eisenwerke und Maschinenfabrik に就職。ウィーンで鋳鉄を使用する建設会社で短期間働いている。

## 最初の工場と初期の発明 (1871–1882)

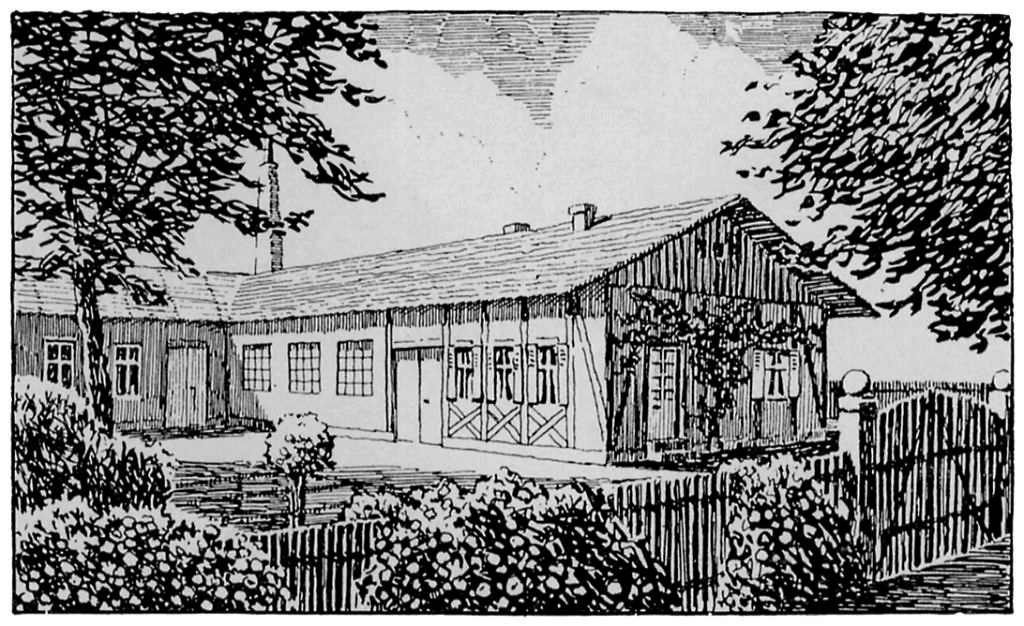
マンハイムでのカール・ベンツの工房

1871年、27歳のときアウグスト・リッターと共同でマンハイムで機械工作所を立ち上げた。この会社は最初からうまくいかず、リッターは信頼できないことが判明。ベンツは婚約者ベルタ・リンガーの持参金でリッターの持分を買い取り会社を自分のものにした。
1872年7月20日、ベルタと結婚。5人の子、オイゲン（Eugen, 1873年生）、リヒャルト（Richard, 1874年生）、クララ（Clara, 1877年生）、ティルデ（Thilde, 1882年生）、エレン（Ellen, 1890年生）をもうけた。
ビジネス上の災難はあったが、妻と共同所有することになった工場で開発に取り組んだ。収入を増やすため1878年、新たな特許取得を目指すようになる。まず、信頼性の高い2サイクルエンジンの開発に取りくんだ。そして1878年12月31日に2サイクルエンジンが完成し、1879年に特許を取得に成功した。
しかしカール・ベンツが本当の才能を発揮したのはそれ以降であり、その後広く普及する様々な機構を設計し、特許を取得していった。間もなく、速度制限機構、電池を使って火花を発生させる点火装置、点火プラグ、キャブレター、クラッチ、ギアシフト、水を使ったラジエーターの特許を取得している。

## ベンツのマンハイム・ガス動力車両工場 (1882–1883)
マンハイムの銀行はベンツの工場に経費がかかりすぎているとして、他の会社との合併を要求してきた。銀行からのさらなる融資を得るため、即席で写真家エミール・ビューラー（Emil Bühler）とその兄弟（チーズ販売業）と会社を結成することになった。1882年、このジョイント・ストック・カンパニーがマンハイム・ガス動力車両工場（Gasmotoren Fabrik Mannheim）として創業。
この合併は必要に迫られたものだったが、結果としてベンツの株式の持分はたったの5%となり、社長でもなくなった。しかも新製品設計に際して彼のアイデアは採用されなくなったため、ベンツは1883年にはこの会社を離れた。

## Benz & Cie. とパテント・モトールヴァーゲン

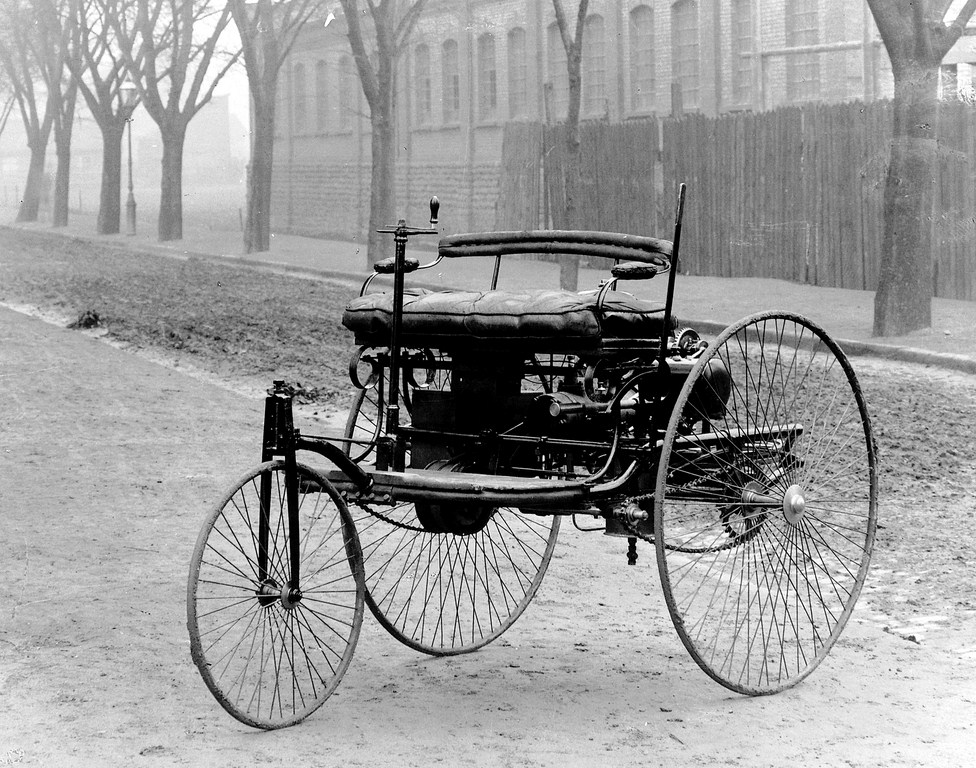
1885年型ベンツ（パテント・モトールヴァーゲン）

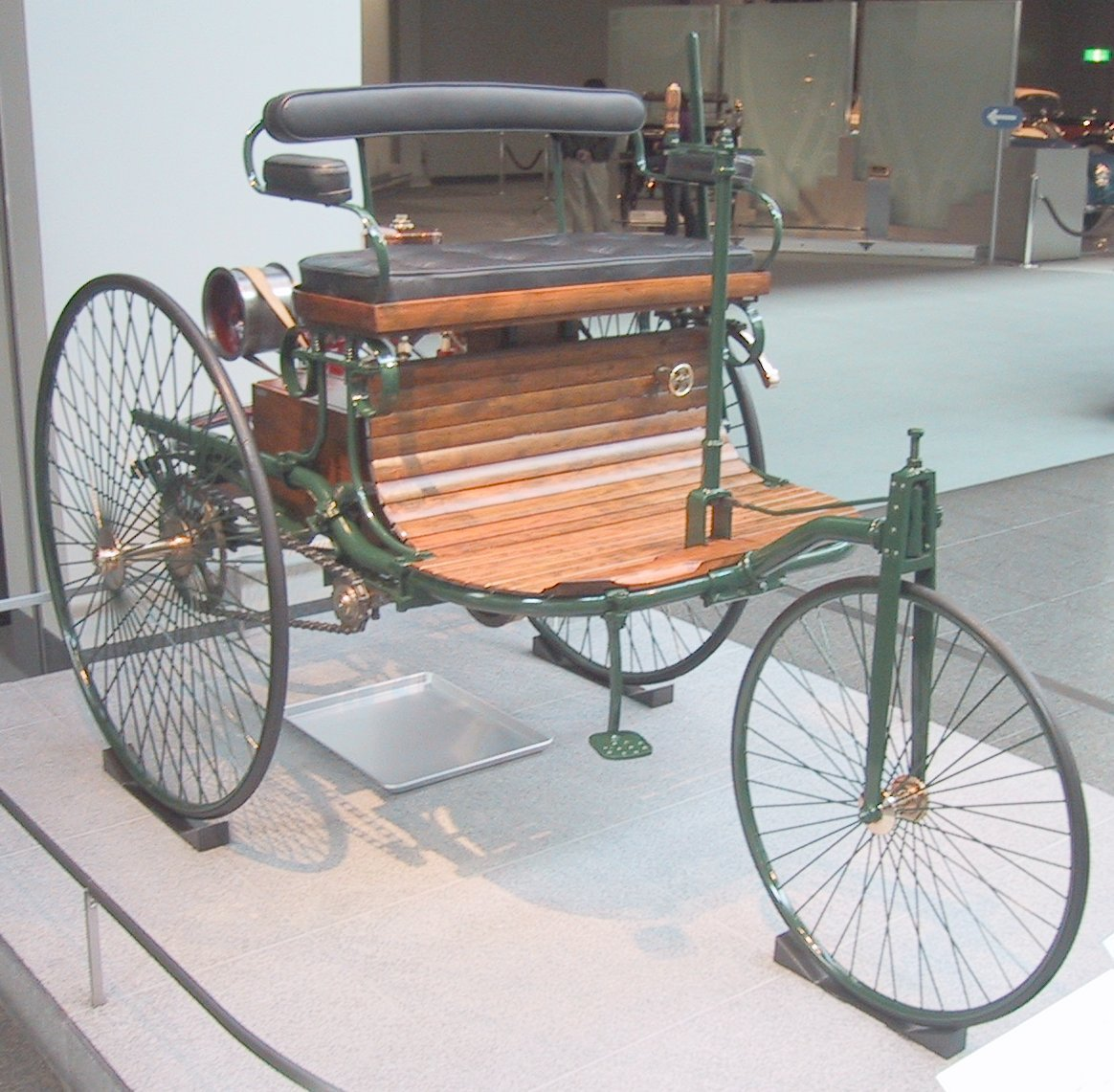
1885年に製造されたパテント・モトールヴァーゲンの複製

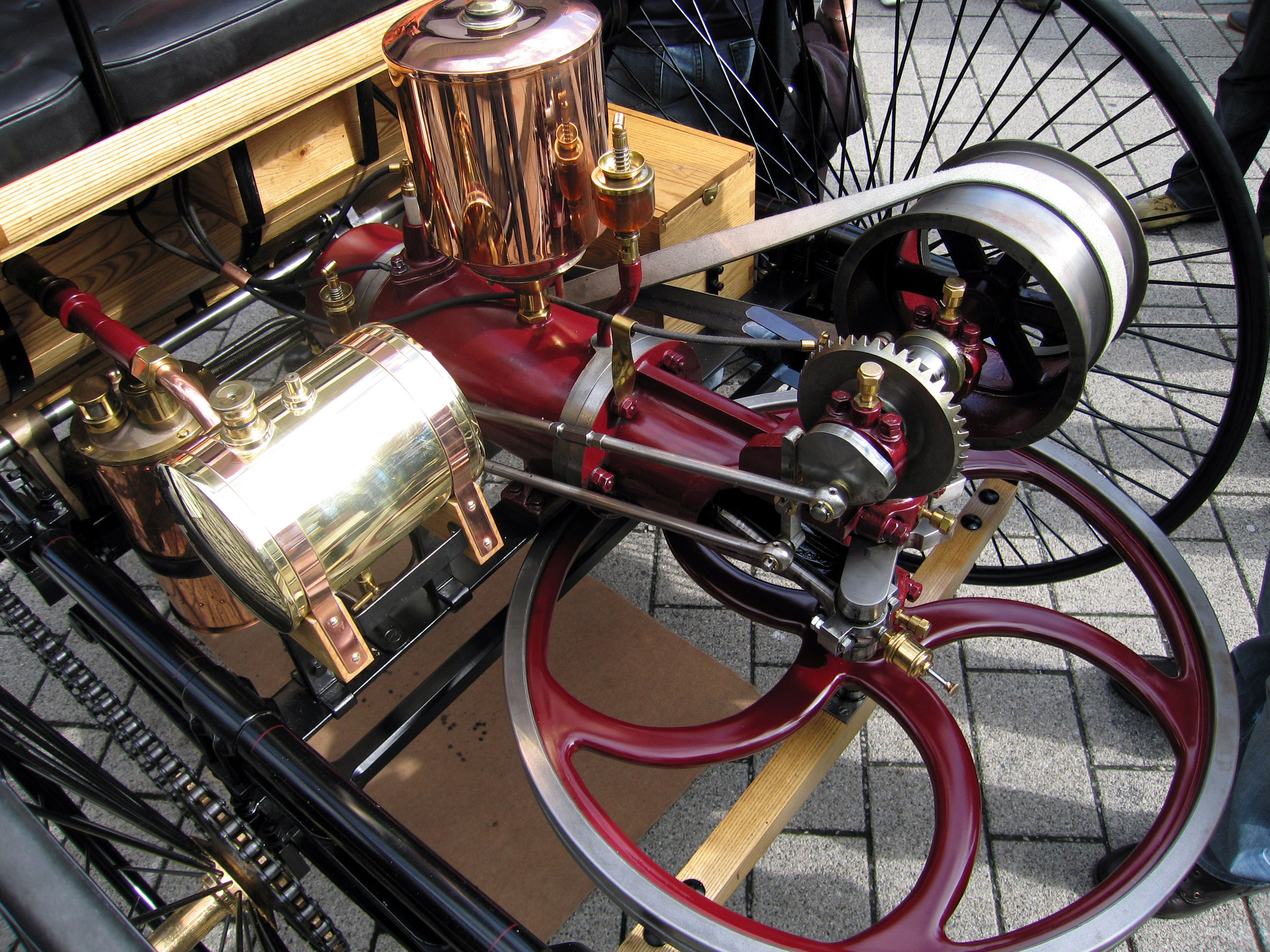
パテント・モトールヴァーゲンの機関

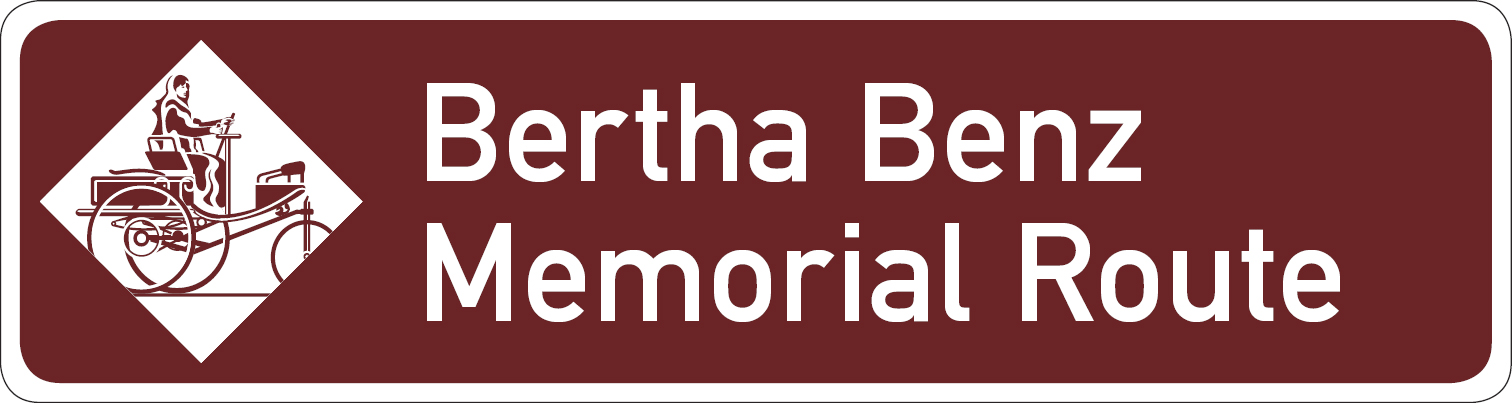
パテント・モトールヴァーゲンによる1888年の世界初の長距離旅行を記念するベルタ・ベンツ・メモリアルルートの標識

ベンツは生涯、自転車を趣味としており、その関係でマンハイムで自転車修理店を営むマックス・ローゼ（Max Rose）とフリードリヒ・ヴィルヘルム・エスリンガー（Friedrich Wilhelm Eßlinger）と出会った。1883年、3人で産業機械を製作する会社 Benz & Cie.（Benz & Compagnie Rheinische Gasmotoren-Fabrik、ライン川ガスエンジン工場）を創業。間もなく25人の従業員を抱えるまでに成長し、据置型のガスエンジンなども生産しはじめた。
会社が成功して余裕が生まれ、ベンツにはかつて夢想した自力走行する車両を設計する機会が訪れた。自転車好きのベンツはその知識を応用して自動車を作った。三輪車であり、馬車のような木製の車輪ではなく自転車のようなワイヤを使った車輪を使用し、自分が設計した4サイクルのガソリンエンジンを2つの後輪の間に置き、最新式のコイル点火装置を装備し、ラジエターが無く水タンクへの自然対流式冷却方式の水冷だった。エンジンの動力は2つのローラーチェーンで後輪の軸に伝達される。1885年に完成したこの自動車をベンツ・パテント・モトールヴァーゲンと名付けた。
それは単に馬車の動力を変更しただけでなく、最初から自力走行するよう設計された世界初の自動車であり、そのためカール・ベンツは特許を取得でき、その発明者とされている。
1886年1月29日、この自動車の特許 "Fahrzeug mit Gasmotorenbetrieb"（ガスエンジンを動力とする乗物）が DRP-37435 として発効した。これは世界で最初の「ガソリンを動力とする車両」に対する特許であり、この日ははじめて乗用車が誕生した記念日とも言われている。奇しくも同じ年、ダイムラーもガソリン動力車両を発明していた。1885年の試作車は操縦が難しく、公開デモンストレーション中に壁に衝突してしまった。公道で最初に成功した試験は1886年初夏に行われた。1886年いくつか改良を加えた2号機を製作し、1887年の3号機では車輪を木製にし、同年パリの博覧会で披露した。
1888年夏には自動車の販売を開始し、これが自動車産業の始まりとなった。モトールヴァーゲンの2番目の顧客は、数年前からベンツのエンジンをライセンス生産していたパリの自転車製造業者エミール・ロジェ（Émile Roger）だった。ロジェはベンツの自動車をパリの自社工場でライセンス生産し、当初主にパリで販売した。
モトールヴァーゲンの1888年の初期型モデルは変速ギアを持たず、急な坂を自力で上ることができなかった。妻ベルタはこれに乗って長距離旅行した際にこの問題に気付き、夫にギアの追加を提案して、実際にその修正がなされた。
ベンツを語る上で、妻ベルタが行った世界初の長距離自動車旅行は重要である。1888年8月5日、ベルタはおそらく夫に知らせずに2人の息子を伴い、マンハイムからプフォルツハイムに住む母の家まで106kmの自動車旅行に出た。燃料のガソリンは当時、薬局で少量ずつのベンジンがシミ抜き用として販売されているだけであり、燃料補給のため各地の薬局に寄る必要があった。時には自ら修理し、ブレーキにライニング（摩擦材）をつけることを考案した。いくつかの長い下り坂を経て、彼女は靴屋に寄り、革をブレーキブロックに打ち付けるよう頼んだ。夕方には目的地に到着し、ベルタは電報でカールに報告した。ベルタは実際に旅行することでモトールヴァーゲンの可能性を示した。今ではこの出来事を祝し、2年ごとにクラシックカーのラリーが開催されている。2008年、ベルタ・ベンツの世界初の長距離自動車旅行のルートがベルタ・ベンツ・メモリアルルートとしてドイツ観光街道に選定された。マンハイムからハイデルベルクを経由してプフォルツハイム（シュヴァルツヴァルト）まで行って戻る194kmのルートには、その標識が立っていて、誰でもそのルートを辿れるようになっている。

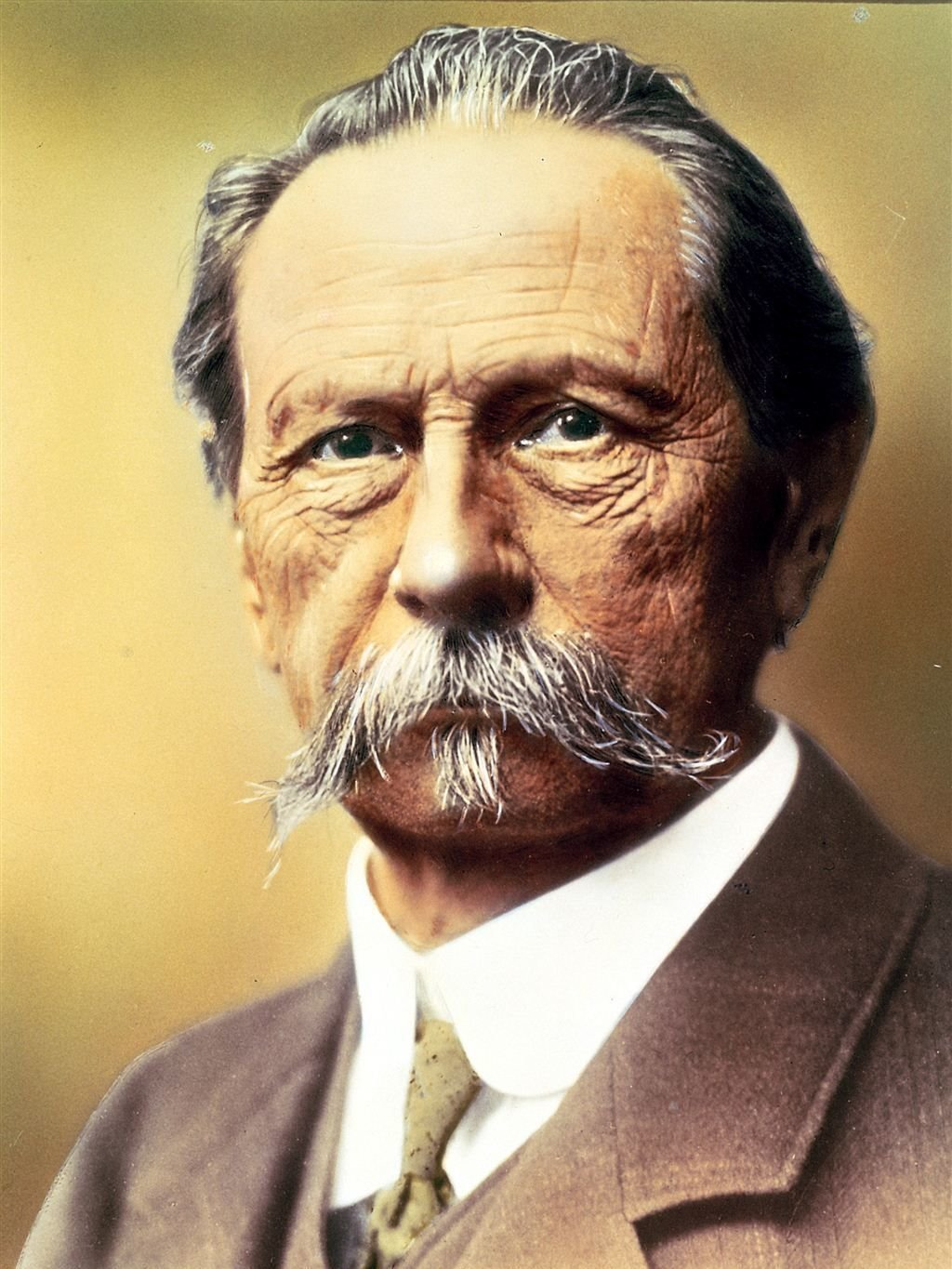
カール・ベンツ(1900年撮影の写真をカラー化したもの）

1889年、パリ万博にてベンツのモデル3が大々的に発表された。モトールヴァーゲンは1886年から1893年まで25台が生産された。

## Benz & Cie. の発展

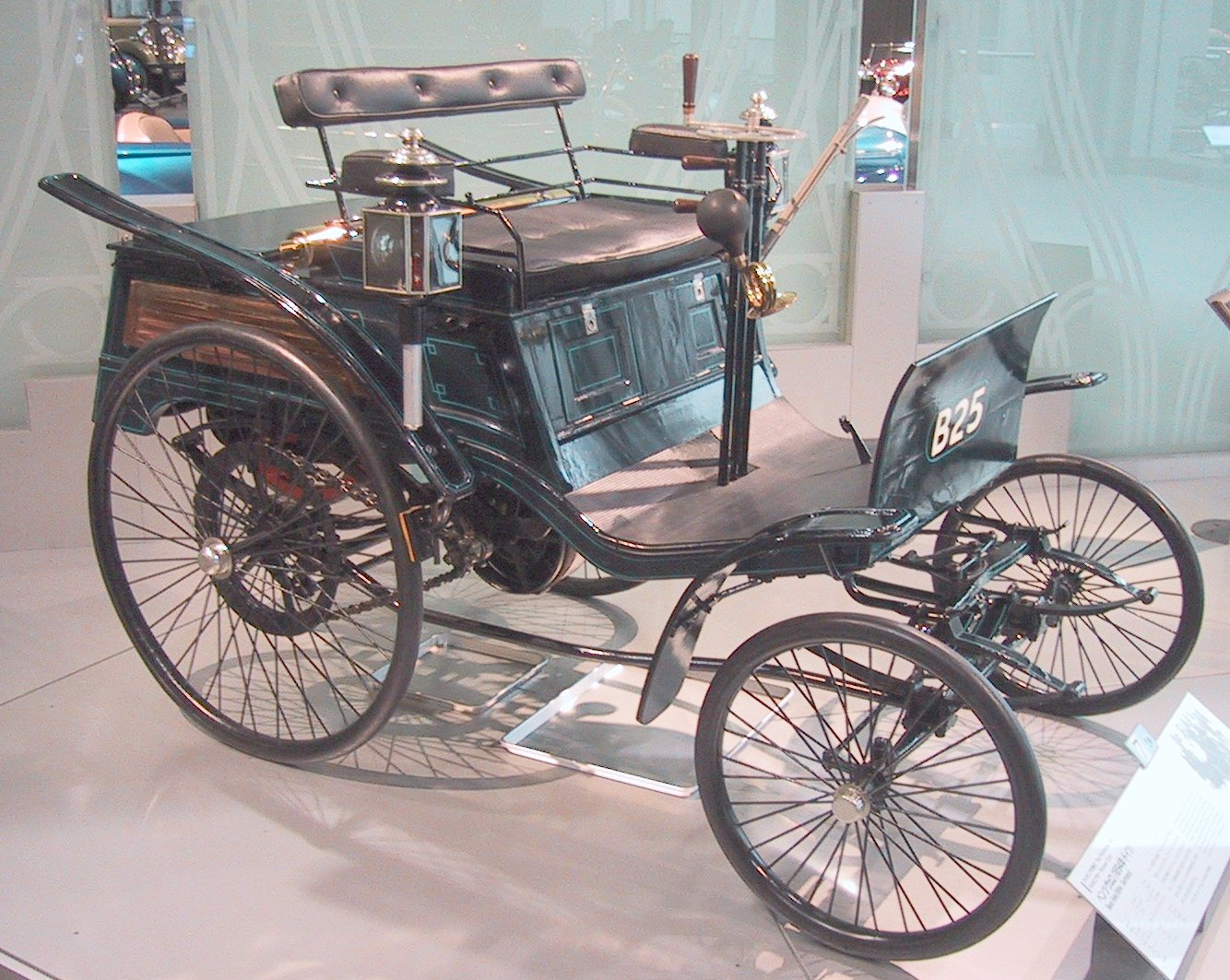
1894年に発表した「ヴェロ」。最初の生産モデルとなった。

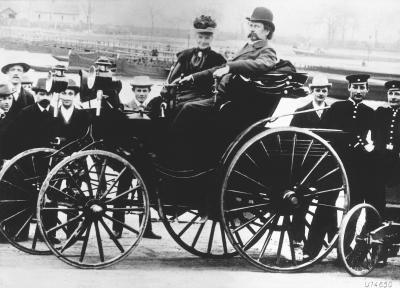
「ヴィクトリア」に乗っているベンツ夫妻（1894年）

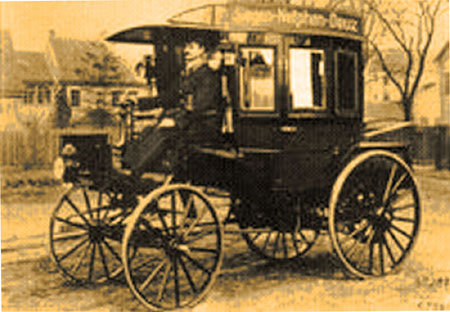
史上初の内燃機関駆動のバス。ベンツの貨物自動車を改造したもの（1895年）

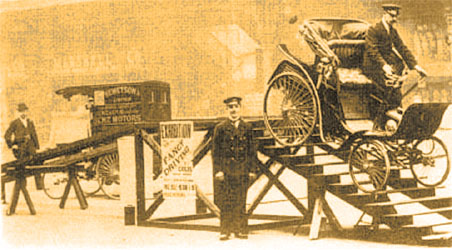
ロンドンでの「ヴェロ」の発表の様子（1898年）

据置型内燃機関の需要は大きく、カール・ベンツはマンハイムの工場を拡張せざるを得なくなり、1886年に新たな建物を追加した。1889年には従業員50人だった Benz & Cie. は1899年には従業員430人に成長している。
19世紀末には同社は世界最大の自動車メーカーとして、1899年には572台の自動車を生産している。
1899年、会社の規模が大きくなったことからフリードリヒ・フォン・フィッシャー（Friedrich von Fischer）とユリウス・ガンス（Julius Ganß）が取締役会に送り込まれ、同社はジョイント・ストック・カンパニーとなった。ガンスは商業化部門（マーケティング部門のようなもの）で働いた。
経営陣はベンツに大量生産可能な安価な自動車の開発を勧めた。1893年、ベンツはヴィクトリアという新型車を開発している。これは2人乗りの四輪車で3馬力のエンジンを搭載し、最高速度は時速18キロ、ステアリングの操作をローラーチェーンで前輪の軸に伝達する方式を採用していた。発売した1893年に85台を売り上げて成功を収めている。
1894年に登場したヴェロは、同年開催された世界初の自動車競技パリ-ルーアン自動車レースに参戦した。ドライバーのエミール・ロジェは127kmを10時間1分で走破し、平均時速12.7キロで14位となった。
1895年、史上初の貨物自動車を設計。その一部は Netphener が史上初の内燃機関駆動のバスに改造した。
1896年、ベンツは世界初の「水平対向エンジン」の設計で特許を取得。水平なピストン2つを逆向きに配置することで、振動を低減させる効果がある。4気筒かそれ未満の水平対向エンジンを一般に「ボクサーエンジン」と呼ぶ。この設計は今でもポルシェやスバルが採用しており、自動車競技での高性能エンジンとしても使われている。他にもオートバイでよく採用されており、ツェンダップ、IMZ・ウラル、ノーム・エ・ローヌ、長江・CJ-750、丸正、ホンダ・ゴールドウイングなどがある。
ゴットリープ・ダイムラーは1900年3月に死去している。ダイムラーとベンツが互いを知っていたという証拠はないが、シュトゥットガルトのダイムラー・モトーレン・ゲゼルシャフト (DMG) が Benz & Cie. に挑戦しはじめた。1900年10月、DMGのメインデザイナーであるヴィルヘルム・マイバッハが新たなエンジンを設計し、1902年のメルセデス・35hpで採用した。そのエンジンの仕様を指定したのはエミール・イェリネックで、そのエンジンを搭載した自動車を36台購入する契約をし、自動車販売業を始めた。また、契約でイェリネックは新モデルに娘の名である「メルセデス」という名前をつけ販売した。試作車は1900年12月22日に完成。イェリネックはそれに様々な示唆を与え、その後数年間のレースに参戦してよい結果が得られたため、DMGは1902年にそれを発売したという経緯がある。

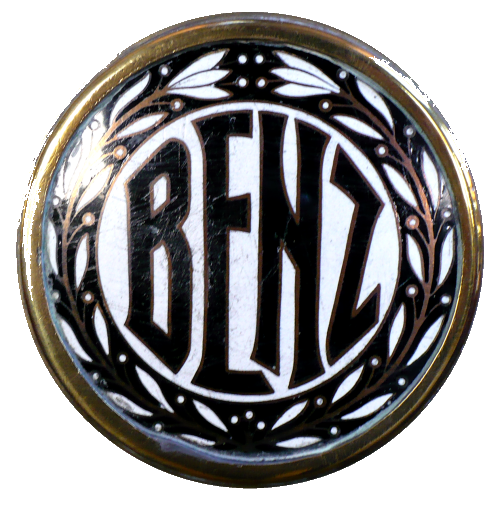
Benz & Cie の自動車で1909年以降使われたロゴ

ベンツはそれに対抗すべく1903年に Parsifil を発表。直列2気筒エンジンで最高時速60キロを達成した。そのころ、他の重役はベンツに相談せずに自動車産業が発展しつつあったフランスから何人かの設計技師を雇い入れた。カール・ベンツは1903年1月24日に設計部門から手を引くことを宣言したが、その後も取締役会には残り、1926年のDMGとの合併後も1929年に亡くなるまで取締役として残った。
ベンツの息子オイゲンとリヒャルトは1903年に Benz & Cie. を去ったが、リヒャルトは1904年に乗用車のデザイナーとして同社に復帰している。同年、Benz & Cie. の売り上げは3,480台に達した。
Benz & Cie. の取締役を務めつつ、ベンツは新たな自動車製造会社 C. Benz Söhne を創業。"Söhne" は「息子たち」の意でオイゲンも同社で一緒に働いている。社名の "C." はベンツのファーストネーム「Karl」の別の綴り「Carl」の頭文字である。

## ブリッツェン・ベンツ

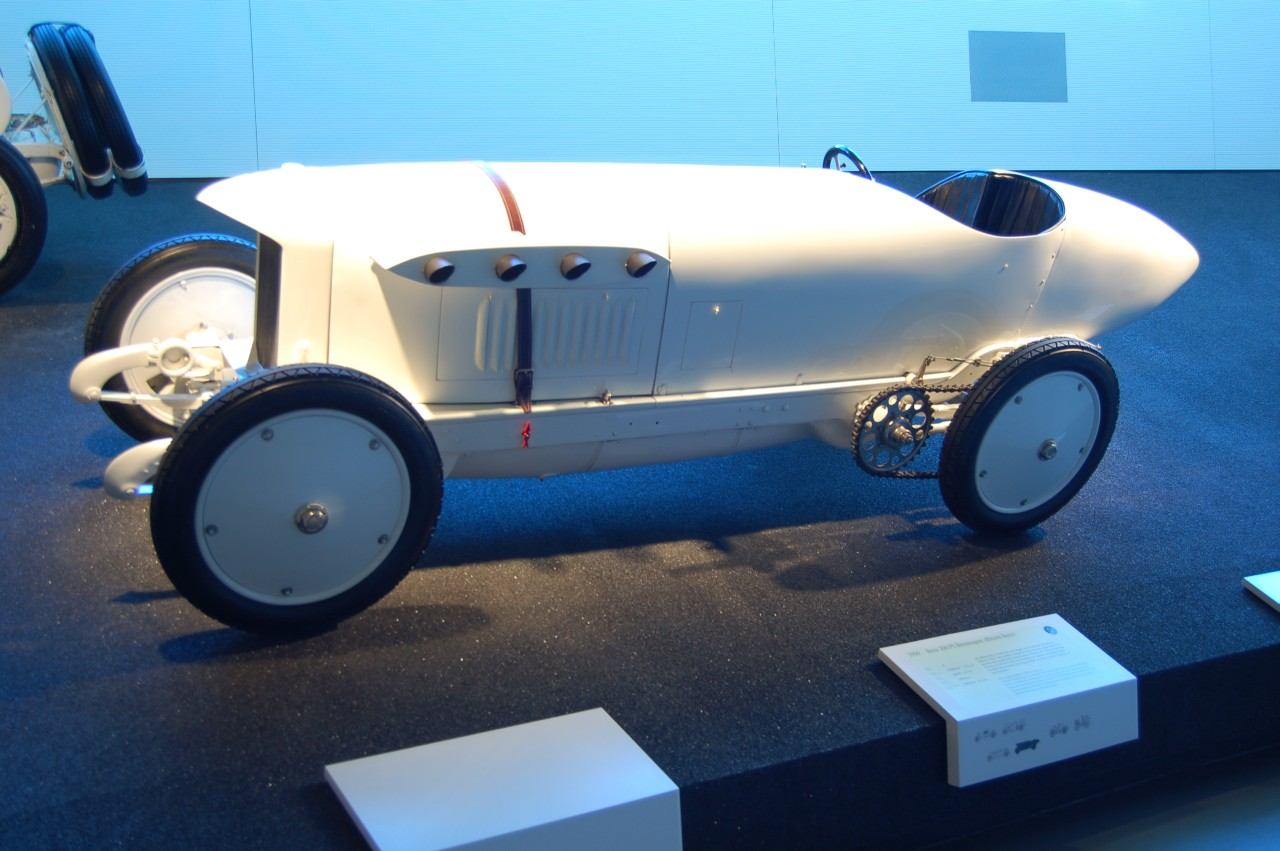
1909年に世界最高速の自動車となったブリッツェン・ベンツ

1909年、マンハイムにて Benz & Cie. が製作した「ブリッツェン・ベンツ」（Blitzen Benz）は、200馬力のエンジンを搭載した流線型のボディを持つレーシングカーである。Blitzenとは、ドイツ語で「雷光」「閃光」を意味する。
1909年11月9日、フランス人レーサーのヴィクトル・エメリ（Victor Hémery）が操縦し、イギリスのブルックランズで時速226.91キロという世界記録を樹立。当時「どんな飛行機よりも列車よりも自動車よりも速い」と言われ、約10年間記録を破られなかった。この自動車はアメリカなどいくつかの国を回り、様々な記録を打ち立てた。

## C. Benz Söhne (1906–1923)

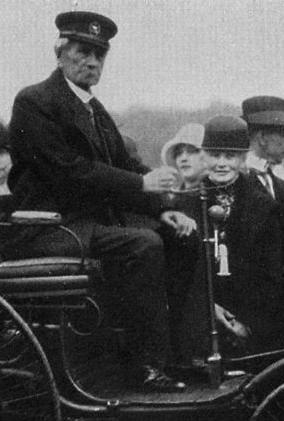
カールとベルタ（1914年頃）

カール・ベンツとベルタ、息子オイゲンの3人は1906年、マンハイムから10kmほど離れたラーデンブルクに移り、彼らの資金だけで新たな自動車製造会社 C. Benz Söhne を創業。当初ガスエンジン製作を考えていたが、需要がないためガソリンエンジンに切り換えている。

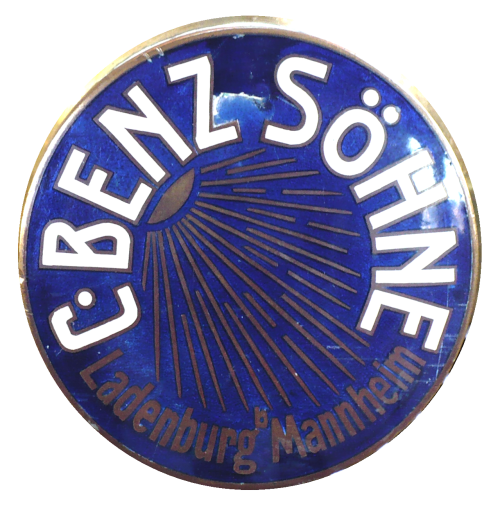
C. Benz Söhne のロゴ

この会社は株式公開することはなく、Benz & Cie. とは独立した自動車を製作した。同社の自動車は品質が高く、ロンドンのタクシーに採用されて有名になった。
1912年、カール・ベンツは C. Benz Söhne の自分の持分を清算して同社をオイゲンとリヒャルトに譲ったが、Benz & Cie. の取締役は続けた。
1914年11月25日の70歳の誕生日、故郷のカールスルーエにて誕生祝いが行われ、カールスルーエ大学から名誉学位を授与された。
自動車産業の黎明期から、スポーツカーレースは主要な宣伝手段となっていた。先述したようにベンツも通常生産モデルの「ヴェロ」を世界初のパリ-ルーアン・レース（1894年）に参戦させている。その後、メーカーの技術力宣伝のため、レース専用の自動車を使ったモータースポーツが行われるようになった。ベンツもユニークな形状のレース車を開発しており、右の写真のものは1923年、モンツァ・サーキットでのヨーロッパグランプリに登場した車で、ミッドシップ方式で空気力学を考慮した車体形状になっている。
C. Benz Söhne は1923年まで自動車製造を続け、350台を生産した。翌1924年、カール・ベンツは同社で2台の自動車を製作させたがそれらは売らず、個人的に使用した。
カール・ベンツは1925年、唯一の自伝（日本語訳『自動車と私』）を刊行した。自動車発明前後の前半生について特に詳しく著述しており、後年まで自動車史における貴重な文献となっている。本書中でベンツは、ヘンリー・フォードによる自動車大量生産の手法や思想について批判的な見解を述べた。

## ダイムラー・ベンツからメルセデス・ベンツへ

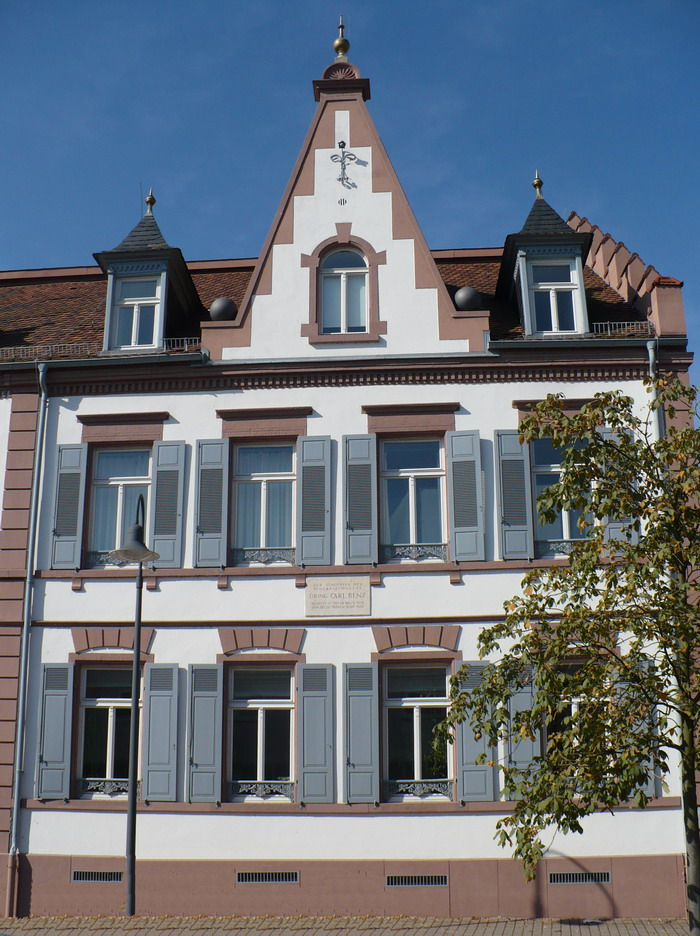
ラーデンブルクにあるベンツ夫妻の終の棲家

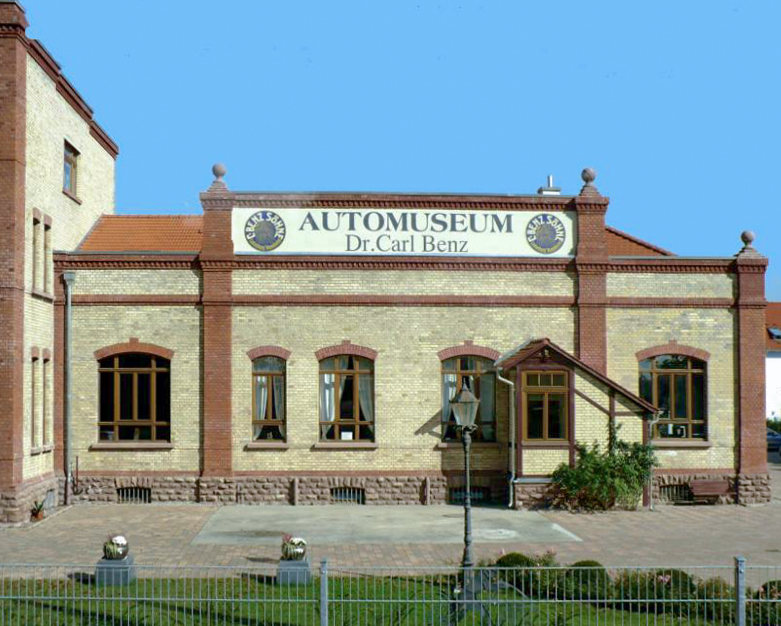
ラーデンブルクのカール・ベンツ自動車博物館

1926年6月28日、ベンツ社(Benz & Cie.)とダイムラー社は合併し、「ダイムラー・ベンツ」となり、自動車のブランド名を「メルセデス・ベンツ」に統一した。
当時のドイツ経済は悪化しており、1923年、マンハイムの Benz & Cie. が生産した台数はわずか1,382台で、シュトゥットガルトのDMGの生産台数もわずか1,020台だった。自動車1台当たりの平均製造コストは、急激なインフレによって2500万マルクにまで増大していた。1924年、両社は設計・生産・購入・販売・広告・マーケティングを共通化するが、それぞれのブランドを保持するという「相互協定」を2000年を期限として結んだ。
カール・ベンツはこの新会社でも取締役に名を連ねた。新しいロゴとして3方向に伸びた星形を採用（ダイムラーのモットーである「陸と空と海を制す」を表している）し、それをベンツの伝統的なゲッケイジュの意匠で取り囲んでいた。
1927年、販売台数は7,918台に急増し、トラック用のディーゼルエンジン製造も開始した。1928年、フェルディナント・ポルシェが設計したメルセデス・ベンツSSKが登場した。
1929年4月4日、カール・ベンツはラーデンブルクの自宅で気管支炎をこじらせ死去。84歳。妻ベルタは1944年5月5日に亡くなるまで、その家に住み, 30年以上もベンツ一家が住み続けたことになる。建物は Gottlieb Daimler and Karl Benz Foundation が会合に使っており、歴史的建造物に指定されている。

## テレビドラマ
2011年、ドイツでカールとベルタの生涯を描いたテレビドラマ Carl & Bertha が5月23日に放送された。予告CMとメイキング映像がYouTubeにある。

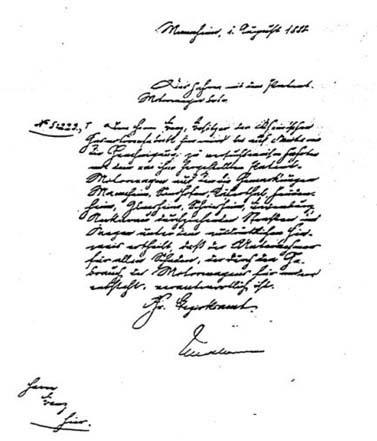
1888年8月1日にカール・ベンツに与えられた世界初の運転免許

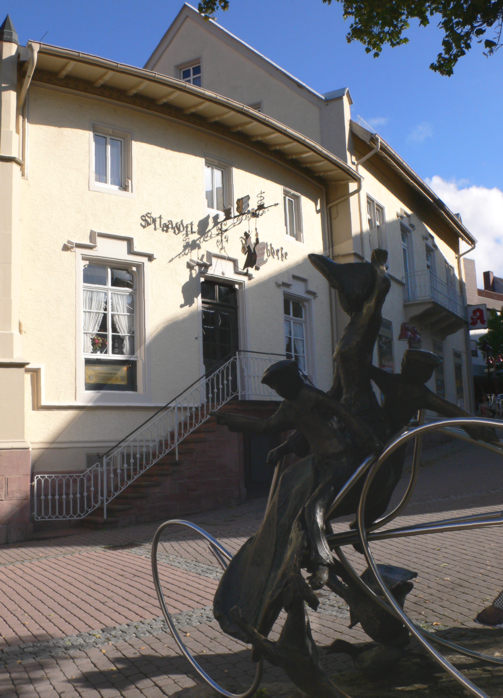
ヴィースロッホにある世界初のガソリンスタンドの跡地